# Globus d'Or del 2022
La 79na edició dels Premis Globus d'Or van ser lliurats per la Hollywood Foreign Press Association i van premiar al millor cinema i televisió del 2021. La cerimònia va tenir lloc el 9 de gener de 2022 en una localització privada. Les nominacions van ser anunciades pel raper Snoop Dogg i la presidenta de la HFPA Helen Hoehne.
Les pel·lícules Belfast i The Power of the Dog van ser les que van aconseguir més nominacions, set cadascuna. Aquest última, juntament amb West Side Story i la sèrie de HBO Succession, van ser les més premiades de la nit, emportant-se tres premis cada una.
Mj Rodriguez, guanyant en la categoria de Millor actriu – Sèrie de televisió dramàtica per la seva actuació a la sèrie Pose, va fer història en ser la primera persona transgènere en guanyar un premi d'actuació en els Globus d'Or. Rachel Zegler també va fer història en ser la primera actriu de descendència colombiana i la primera llatina en guanyar Millor actriu – Comèdia o musical per la seva actuació com a María Vasquez en la pel·lícula West Side Story; també, amb 20 anys d'edat, es va convertir en la persona més jove en guanyar en aquesta categoria. Per la seva actuació a la sèrie de Netflix Ojingeo Geim («Squid Game»), Oh Yeong-su es va convertir en el primer actor sud-coreà en guanyar un premi d'actuació.

## Guanyadors i nominats
Fonts:

### Cinema
| Millor pel·lícula | Millor pel·lícula |
| Drama | Musical o comèdia |
| --- | --- |
| - The Power of the Dog - Belfast - CODA - Dune - King Richard | - West Side Story - Cyrano - Don't Look Up - Licorice Pizza - tick, tick... BOOM! |
| Animada | De parla no anglesa |
| - Encanto - Flee - Luca - My Sunny Maad - Raya and the Last Dragon | - Drive My Car (Japó) - Compartment No. 6 (Finlàndia) - The Hand of God (Itàlia) - A Hero (Iran) - Madres paralelas (Espanya) |
| Millor actuació – Drama | |
| Actor | Actriu |
| - Will Smith – King Richard com a Richard Williams - Mahershala Ali – Swan Song com a Cameron Turner - Javier Bardem – Being the Ricardos com a Desi Arnaz - Benedict Cumberbatch – The Power of the Dog com a Phil Burbank - Denzel Washington – The Tragedy of Macbeth com a Lord Macbeth  | - Nicole Kidman – Being the Ricardos com a Lucille Ball - Jessica Chastain – The Eyes of Tammy Faye com a Tammy Faye Bakker - Olivia Colman – The Lost Daughter com a Leda Caruso - Lady Gaga – House of Gucci com a Patrizia Reggiani - Kristen Stewart – Spencer com a Diana de Gal·les                     |
| Millor actuació – Musical o comèdia | |
| Actor | Actriu |
| - Andrew Garfield – tick, tick... BOOM! com a Jonathan Larson - Leonardo DiCaprio – Don't Look Up com a Dr. Randall Mindy - Peter Dinklage – Cyrano com a Cyrano de Bergerac - Cooper Hoffman – Licorice Pizza com a Gary Valentine - Anthony Ramos – In the Heights com a Usnavi de la Vega | - Rachel Zegler – West Side Story com a María Vasquez - Marion Cotillard – Annette com a Ann Defrasnoux - Alana Haim – Licorice Pizza com a Alana Kane - Jennifer Lawrence – Don't Look Up com a Kate Dibiasky - Emma Stone – Cruella com a Estella / Cruella de Vil                                          |
| Millor actuació secundària en una pel·lícula | |
| Actor secundari | Actriu secundària |
| - Kodi Smit-McPhee – The Power of the Dog com a Peter Gordon - Ben Affleck – The Tender Bar com a Charlie Maguire - Jamie Dornan – Belfast com a Pa - Ciarán Hinds – Belfast com a Pop - Troy Kotsur – CODA com a Frank Rossi                                                                | - Ariana DeBose – West Side Story com a Anita - Caitríona Balfe – Belfast com a Ma - Kirsten Dunst – The Power of the Dog com a Rose Gordon - Aunjanue Ellis – King Richard com a Oracene "Brandy" Price - Ruth Negga – Passing com a Clare Bellew                                                            |
| Altres | |
| Millor director | Millor guió |
| - Jane Campion – The Power of the Dog - Kenneth Branagh – Belfast - Maggie Gyllenhaal – The Lost Daughter - Steven Spielberg – West Side Story - Denis Villeneuve – Dune | - Kenneth Branagh – Belfast - Paul Thomas Anderson – Licorice Pizza - Jane Campion – The Power of the Dog - Adam McKay – Don't Look Up - Aaron Sorkin – Being the Ricardos |
| Millor banda sonora | Millor cançó original |
| - Hans Zimmer – Dune - Alexandre Desplat – The French Dispatch - Germaine Franco – Encanto - Jonny Greenwood – The Power of the Dog - Alberto Iglesias – Madres paralelas | - "No Time to Die" (Billie Eilish & Finneas O'Connell) – No Time to Die - "Be Alive" (Beyoncé & Dixson) – King Richard - "Dos Oruguitas" (Lin-Manuel Miranda) – Encanto - "Down to Joy" (Van Morrison) – Belfast - "Here I Am (Singing My Way Home)" (Jamie Hartman, Jennifer Hudson & Carole King) – Respect |

| Nominacions | Pel·lícula           |
| ----------- | -------------------- |
| 7           | Belfast              |
| 7           | The Power of the Dog |
| 4           | Don't Look Up        |
| 4           | King Richard         |
| 4           | Licorice Pizza       |
| 4           | West Side Story      |
| 3           | Being the Ricardos   |
| 3           | Dune                 |
| 3           | Encanto              |
| 2           | CODA                 |
| 2           | Cyrano               |
| 2           | The Lost Daughter    |
| 2           | Madres paralelas     |
| 2           | tick, tick... BOOM!  |

| Premis | Pel·lícula           |
| ------ | -------------------- |
| 3      | West Side Story      |
| 3      | The Power of the Dog |

### Televisió
| Millor sèrie | Millor sèrie |
| Drama | Musical o comèdia |
| --- | --- |
| - Succession (HBO) - Lupin (Netflix) - The Morning Show (Apple TV+) - Pose (FX) - Ojingeo Geim (Netflix) | - Hacks (HBO Max) - The Great (Hulu) - Only Murders in the Building (Hulu) - Reservation Dogs (FX on Hulu) - Ted Lasso (Apple TV+) |
| Millor minisèrie o pel·lícula per a televisió | |
| - The Underground Railroad (Prime Video) - Dopesick (Hulu) - Impeachment: American Crime Story (FX) - Maid (Netflix) - Mare of Easttown (HBO) | |
| Millor actuació – Drama | |
| Actor | Actriu |
| - Jeremy Strong – Succession (HBO) com a Kendall Roy - Brian Cox – Succession (HBO) com a Logan Roy - Lee Jung-jae – Ojingeo Geim (Netflix) com a Seong Gi-hun - Billy Porter – Pose (FX) com a Prayerful "Pray" Tell - Omar Sy – Lupin (Netflix) com a Assane Diop                                                                                 | - Michaela Jaé Rodriguez – Pose (FX) com a Blanca Rodriguez-Evangelista - Uzo Aduba – In Treatment (HBO) com a Dr. Brooke Taylor - Jennifer Aniston – The Morning Show (Apple TV+) com a Alex Levy - Christine Baranski – The Good Fight (Paramount+) com a Diane Lockhart - Elisabeth Moss – The Handmaid's Tale (Hulu) com a June Osborne / Offred                       |
| Millor actuació – Comèdia o musical | |
| Actor | Actriu |
| - Jason Sudeikis – Ted Lasso (Apple TV+) com a Ted Lasso - Anthony Anderson – Black-ish (ABC) com a Andre "Dre" Johnson, Sr. - Nicholas Hoult – The Great (Hulu) com a Peter III de Russia - Steve Martin – Only Murders in the Building (Hulu) com a Charles-Haden Savage - Martin Short – Only Murders in the Building (Hulu) com a Oliver Putnam | - Jean Smart – Hacks (HBO Max) com a Deborah Vance - Hannah Einbinder – Hacks (HBO Max) com a Ava Daniels - Elle Fanning – The Great (Hulu) com a Catherine the Great - Issa Rae – Insecure (HBO) com a Issa Dee - Tracee Ellis Ross – Black-ish (ABC) com a Dr. Rainbow "Bow" Johnson                                                                                     |
| Millor actuació – Minisèrie o pel·lícula per a televisió | |
| Actor | Actriu |
| - Michael Keaton – Dopesick (Hulu) com a Dr. Samuel Finnix - Paul Bettany – WandaVision (Disney+) com a Vision - Oscar Isaac – Scenes from a Marriage (HBO) com a Jonathan Levy - Ewan McGregor – Halston (Netflix) com a Halston - Tahar Rahim – The Serpent (Netflix) com a Charles Sobhraj                                                       | - Kate Winslet – Mare of Easttown (HBO) com a Marianne "Mare" Sheehan - Jessica Chastain – Scenes from a Marriage (HBO) com a Mira Phillips - Cynthia Erivo – Genius: Aretha (National Geographic) com a Aretha Franklin - Elizabeth Olsen – WandaVision (Disney+) com a Wanda Maximoff / Scarlet Witch - Margaret Qualley – Maid (Netflix) com a Alexandra "Alex" Russell |
| Millor actuació secundària en una sèrie, minisèrie o pel·lícula per a televisió | |
| Actor secundari | Actriu secundària |
| - O Yeong-su – Ojingeo Geim (Netflix) com a Oh Il-nam - Billy Crudup – The Morning Show (Apple TV+) com a Cory Ellison - Kieran Culkin – Succession (HBO) com a Roman Roy - Mark Duplass – The Morning Show (Apple TV+) com a Charlie "Chip" Black - Brett Goldstein – Ted Lasso (Apple TV+) com a Roy Kent                                         | - Sarah Snook – Succession (HBO) com a Siobhan "Shiv" Roy - Jennifer Coolidge – The White Lotus (HBO) com a Tanya McQuoid - Kaitlyn Dever – Dopesick (Hulu) com a Betsy Mallum - Andie MacDowell – Maid (Netflix) com a Paula - Hannah Waddingham – Ted Lasso (Apple TV+) com a Rebecca Welton                                                                             |

| Nominacions | Sèrie                        |
| ----------- | ---------------------------- |
| 5           | Succession                   |
| 4           | The Morning Show             |
| 4           | Ted Lasso                    |
| 3           | Dopesick                     |
| 3           | The Great                    |
| 3           | Hacks                        |
| 3           | Maid                         |
| 3           | Only Murders in the Building |
| 3           | Pose                         |
| 3           | Ojingeo Geim                 |
| 2           | Black-ish                    |
| 2           | Lupin                        |
| 2           | Mare of Easttown             |
| 2           | Scenes from a Marriage       |
| 2           | WandaVision                  |

| Premis | Sèrie      |
| ------ | ---------- |
| 3      | Succession |
| 2      | Hacks      |